# Gaius (jogtudós)
Gaius (120 körül – 180 körül) római jogász, a legnagyobbnak minősített öt jogtudós egyike.

## Életrajza
Életéről szinte semmit sem tudunk. Teljes nevét sem ismerjük, származása is bizonytalan, talán 110 és 180 között élhetett, Hadrianus, Antoninus Pius és Marcus Aurelius uralkodása alatt. Kortársai nem tesznek róla említést, egyes magyarázatok szerint ennek oka, hogy Gaius legfeljebb provinciális jogász lehetett. Valószínű, hogy valamely hellenisztikus provinciában működött, erre utal, hogy a provinciai római jog alapos ismerője volt. Művei a posztklasszikus korban váltak ismertté, ekkortól értékelték igen nagyra a római jogról szóló munkáit, a legnagyobbnak minősített öt jogtudós közé is ekkor került be. A iustinianusi kodifikáció idején mint „Gaius noster” – „a mi Gaiusunk”-ként hivatkoznak rá.

## Institutionum commentarii IV
Húsz művéről tudunk, legismertebb műve a római magánjog egyetlen teljes terjedelmében megmaradt tankönyve (Institutionum commentarii IV). A mű 161-ben készült el, századokon át a jogi szakoktatás kézikönyve volt. A mű egy régi másolatát Barthold Georg Niebuhr fedezte fel 1816-ban a veronai káptalan könyvtárában. Gaius három nagy szerkezeti egységre osztotta tankönyvét:
- személyekre vonatkozó jog (de personis)
- a dolgokról szóló szabályok (de rebus) ezen belül:
  - dologi jog
  - öröklési jog
  - kötelmi jog
- perjog (de actionibus)

A mű tagolásának rendszere mind a mai napig érezteti hatását a magánjog tudományában és a polgári törvénykönyvekben.

## Az institúció-rendszer
Gaius művét – Institutiones (tanítások, rendszerbe foglalt tanok) – a iustinianusi kodifikációtól kezdve a római jogi oktatás alapjának tekintették, a kezdő jogtanulók tankönyve az Institutiones volt. A Gaius által megalkotott és a későbbi iustinianusi kodifikáció révén áthagyományozódott jogi oktatás rendszerét institúció-rendszernek hívjuk.
Gaius tankönyve a már fent említett tagolás alapján három részre osztotta a művét, a iustinianusi tankönyv tovább rendszerezi a kötelmi jogot. A középkori és újkori jogtudomány rendszerező munkája eredményeképpen a ma elfogadott institúció-rendszer a következő:
- a "keresetekről" szóló rész mint eljárásjog,
- személyi jog (elkülönítve a családjog),
- dologi jog,
- kötelmi jog,
- öröklési jog.

## Magyarul
- Gaius római jogi institutioinak négy könyve; ford., jegyz Bozóky Alajos; Akadémia, Bp., 1886 (Görög és latin remekírók)
- Gaius; ford. Brósz Róbert; Tankönyvkiadó, Bp., 1996
- Gaius Institúciói. Négy kommentár; ford. Brósz Róbert; Szt. István Társulat, Bp., 2014